# Jindallae hwachae
El jindallae hwachae es un hwachae (ponche de frutas tradicional coreano) hecho con pétalos de azalea (Rhododendron mucronulatum) y almidón de frijol chino. Se prepara para el Samjinnal (삼짇날, una fiesta tradicional coreana que cae cada 3 de marzo en el calendario lunar).